# ナッヴァーブ・サファヴィー

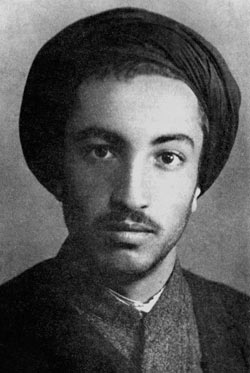
ナッヴァーブ・サファヴィー

ナッヴァーブ・サファヴィーことセイエド・モジュタバー・ミールロヒー(ペルシア語: سيد مجتبی میرلوحی, c. 1924 – 1956年1月18日) は、政治組織フェダーイヤーネ・エスラームを創設したシーア派ウラマー。アブドルホセイン・ハジーリー、ハージアリー・ラズマーラー、アフマド・キャスラヴィーの暗殺に関与した。ホセイアン・アラー暗殺の失敗後の1955年11月11日に組織とともに逮捕され、1956年1月に死刑宣告を受け、処刑された。

## 生涯
1924年、テヘラン南郊のハーニーアーバードで生まれる。家庭は敬虔なことで周囲に知られていた。テヘランで初等教育を受けるが、父親が亡くなったため8年生時に学校をやめた。父親は、セイエド・ジャヴァード・ミールロヒーというウラマーであるが、レザー・シャー時代に法務大臣を務めたアリーアクバル・ダーヴァルの顔を平手打ちしたことがあり、刑務所に長期収容されていた。そのため、ナッヴァーブは母方のおじ、セイエド・マフムード・ナッヴァーブ・サファヴィーに育てられた。「ナッヴァーブ・サファヴィー」なる仮名は、このおじからもらったものである。また、この名前を採用したことには、16世紀にシーア派イスラームを国教化したとされる有名なサファヴィー朝と自己を同一視するという意義があったと言われている（「ナッヴァーブ」には代理人の意味がある）。ナッヴァーブ・サファヴィーは7歳のときにハキーム・ネザーミー小学校に入学し、その後、ドイツ工業校に進学、これと時を同じくしてハーニーアーバードのモスクで宗教教育を受け、レザー・シャー退位後に政治活動に身を投じるようになった。また、工業校ではキャシュフェ・ヘジャーブ政策への抗議活動をした。
18歳になるころにはすでにパハラヴィー朝政権への政治的抗議活動を始めていた。
ナッヴァーブ・サファヴィーは、世俗化が猖獗を極めた時代に育ち、フーゼスターン州アーバーダーンに設置されたイギリス資本の石油関連施設でしばらく（2,3か月）働いたが、労働者の扱いがひどいので同僚に抗議活動を呼び掛け、実行した。これは警察と軍の介入により鎮圧され、ナッヴァーブはアーバーダーンからバスラ、ナジャフへと、夜中にボートを漕いで逃げた。1943年、ナジャフにて、この先の人生を宗教的学究に捧げると誓った。
ナジャフではアブドルホセイン・アミーニーと親交を結び、アミーニーのほかはホセイン・ゴンミー、アーガー・シェイフ・モハンマド・テヘラーニーといった学者から法学、神学、聖典解釈学を学んだ。
ナッヴァーブ・サファヴィーには人目を惹く顔立ちや思わず聞き入ってしまうような弁舌の巧みさがあったことで知られ、その大衆を引き付けるカリスマはハサネ・サッバーフと比較された。
ナッヴァーブ・サファヴィーは、カスラヴィの宗教批判を「無神論」であるとして強く反発し、同志を募って宗教的政治グループを結成した。このグループを中心として、のちのフェダーイヤーネ・エスラームが結成された。
フェダーイヤーネ・エスラームは1945年に結成、サイイド・クトゥブと深いつながりを持った「ムスリム同胞団」と類似した組織であった。ナッヴァーブ・サファヴィーはイスラーム社会には浄化が必要であり、「個人を堕落させる者」（多くはイラン政府要人）の暗殺計画を準備した。
アミール・ターヘリーが主張するところによると、ナッヴァーブ・サファヴィーは1943年から1944年の間に何度もゴムを訪れてアーヤトッラー・ホメイニーと「長い時間を共に過ごし」、サファヴィーこそが「アーヤトッラー・ホメイニーにムスリム同胞団と彼らの思想を紹介した人物である」という。
ナッヴァーブ・サファヴィーとフェダーイヤーネ・エスラームは、政治家アブドルホセイン・ハジーリー、ホセイアン・アラー（未遂）、ハージアリー・ラズマーラー、歴史学者アフマド・キャスラヴィーの暗殺を実行した。
ナッヴァーブ・サファヴィーはアボルガーセム・カーシャーニーと緊密であった時期があり、カーシャーニーのためにアフマド・ガヴァーム首相に抗議するデモを組織したり、パレスチナ難民を支援する集会を開いたり、1948年のアブドルホセイン・ハジーリー首相に抗議する暴動を指揮した。また、モハンマド・モサッデクの国民戦線のメンバーではなかったけれども、当初はこれを支持しており、シャーがモサッデグを首相に任命したとき、非常に期待を寄せた。しかし、イギリス人の国外退去とラズマーラー暗殺犯の釈放を政府に求めたところ受け容れられなかったため、「われわれはカーシャーニーの国民戦線とは不可逆的に決別する。かれらはクルアーンの教えに従ってイスラーム的国家を作り上げることを約束した。にもかかわらず、かれらはわれわれの同胞を監獄に閉じ込めた。」と声明を出した。さらにその後、「地獄への下り坂に落とされなければならない者がいる」とモサッデグのことをほのめかして警告し、さらにモサッデグを遠ざけた。
このように、モサッデグのことは言うに及ばず、カーシャーニーとサファヴィーとの関係は悪化し、1951年5月10日にサファヴィーは、「わたしはモサッデグ及び国民戦線の構成員、並びに、アーヤトッラー・カーシャーニーを倫理査問に召喚する」と声明を発表した。
1951年6月8日にモサッデグはサファヴィーに逮捕命令を出し、サファヴィーは1953年2月まで収監された。釈放の6か月後にモサッデグ政権が倒れた。サファヴィーはカーシャーニーのときと同様にクーデターに期待し、シャーの宮廷とファズロッラー・ザーヘディー政権に近づいたが、1955年の時点で新体制がシャリーアの適用を実行するつもりがなく、むしろ親西洋的になっていくことがわかった。サファヴィーらはホセイン・アラー暗殺を企てたが失敗、11月22日に逮捕された。裁判記録によると、ナッヴァーブ・サファヴィーとフェダーイヤーネ・エスラームの同志3人は、12月25日に死刑宣告を受け、1956年1月18日の朝に執行された。エスタブリッシュメント層の宗教者は誰一人として執行を止めようとしなかった:51。

## 思想
1950年10-11月に出版された主著 Barnameh-ye Enqelabi-ye Fada'ian-e Eslam （フェダーイヤーネ・エスラームの革命の過程）にナッヴァーブ・サファヴィーの世界観の詳細が明らかにされている。ナッヴァーブ・サファヴィーは、石油産業の国有化をめぐって激越な議論を広げながら、サン・シモン、シャルル・フーリエ、ロバート・オウエンが構想したような、空想的社会主義に非常に近い構想を開示していく。
哲学や倫理に関しては、「人間の心は本能（nafs）による欲望と理性（'aql）による節制とのせめぎあいの場であり、姦淫や飲酒のようなナフスによる肉体的な欲望に、アクルは必ず勝たねばならない」というようなことを述べている。
教育に関しては、義務教育は5年間が望ましく、中等教育機関（高校）は生徒の専門分野を訓練するものであるべきとする。その専門分野は、化学、物理、自然科学、数学、医学のような社会の役に立つ分野のみであるべきであり、そうすれば高校卒業時に生徒は単科大学と比肩しうる知識を得るはずであるとする。また、男女別学を推奨する。こうした教育観は、すべて、アーヤトッラー・ホメイニーの教育政策に採り入れられている。
経済に関しては、イスラーム的視点から西洋の資本主義と共産主義のいずれをも批判し、「第三の位置」を唱える。これもアーヤトッラー・ホメイニーの反ソ・反米の立ち位置と類似する。ナッヴァーブ・サファヴィーの経済思想は、商店主や手工業職人が主体のシスモンディ的資本主義に特徴づけられる。彼が構想する経済においては、利他主義、隣人愛、ザカートとフムスといった宗教税が、誰に対しても等しく自尊心を与え、必要とする物を提供することで、社会の貧富の差を均す手段として機能する。「腐敗し傲岸な資本主義者の盗人と社会資本の横領者は駆逐され、商店主と手工業職人は儲けの多い商人となり、豊かで完璧な調和の中で暮らすことになるだろう」と、ナッヴァーブ・サファヴィーは言う。政府の責任については、「法と秩序を維持すること、イスラーム的行動規範を厳格に施行することを確約すること、若者を教育すること、その他の社会的責任を実行すること」としている（若者の教育を政府の責任に挙げているように、政府による公的教育は認められている）。
また、サファヴィーはイギリスとソ連に非常に批判的であったが、このような地政学観は当時のナショナリストの多くに共通してみられるものである。さらに「勇敢なイスラームへの自己犠牲者（フェダーイー）の血がパレスチナのムスリム同胞を助けようと煮えたぎる」と宣言したように、シオニズムに強く反発した。彼の活動には明らかに汎イスラーム的活動もあるが、それを別にすると、「フェダーイヤーンのイデオロギーは、シーア派イスラームこそ至高とする宗教的情熱・信仰と、イラン・ナショナリズムの各要素とを合体させたものである」「フェダーイヤーンはペルシア語の純化を模索し、イラン・シーア派の国土を統合し、イスラーム主義政権の樹立を希望した」という意味で、サファヴィーはナショナリストであったとも言える。
サファヴィーの思想と、のちにイスラーム共和国を樹立した者たちの思想の最大の相違点は、サファヴィーは「法学者による統治」（ヴァラーヤテ・ファギーフ）を唱えてはいないという点である。サファヴィーは君主制を受け入れていた。この点で後年のイスラーム共和国を樹立させた者たちのほうがラディカルであった。サファヴィーの考えでは、「シャーは家長であり、慈父のごとく民を支配するべきであり」「シャーの信仰と徳は民の模範たるべきであり」「シャーは家父長として、民が良い暮らしをしているか、飢えたり着るものがなかったりしていないか、把握するべきであり」、また、サファヴィーは「家族の中に活発な者がいる限り、誰もあえて家長に無礼を働こうとはしないし、ましてや家長を家から追い出したいとも思わないであろう。げに、シャーは父たるべし、父でありかつシャーであるために」と述べる。
ナッヴァーブ・サファヴィーの構想は、ホメイニー以外にも、モルタザー・モタッハリーや、ジャラール・アーレ・アフマド、アルマド・ファルディードといったイスラーム共和国の重要人物の多くに影響を与えている。サファヴィーの影響は、アリー・ハーメネイーにも「私の心にイスラーム革命の灯を最初に点火したのがナッヴァーブ・サファヴィーであるのは疑いないことだ」という発言をさせている。